# سیین
سیین روستایی است که در استان اردبیل، شهرستان سرعین، بخش مرکزی، دهستان سبلان قرار دارد.

## جمعیت
بر اساس سرشماری سال ۱۳۸۵ جمعیت این روستا ۸۳۹ نفر با ۱۷۹ خانوار بوده‌است.